# Bobolice (Silésie)
Pour les articles homonymes, voir Bobolice.

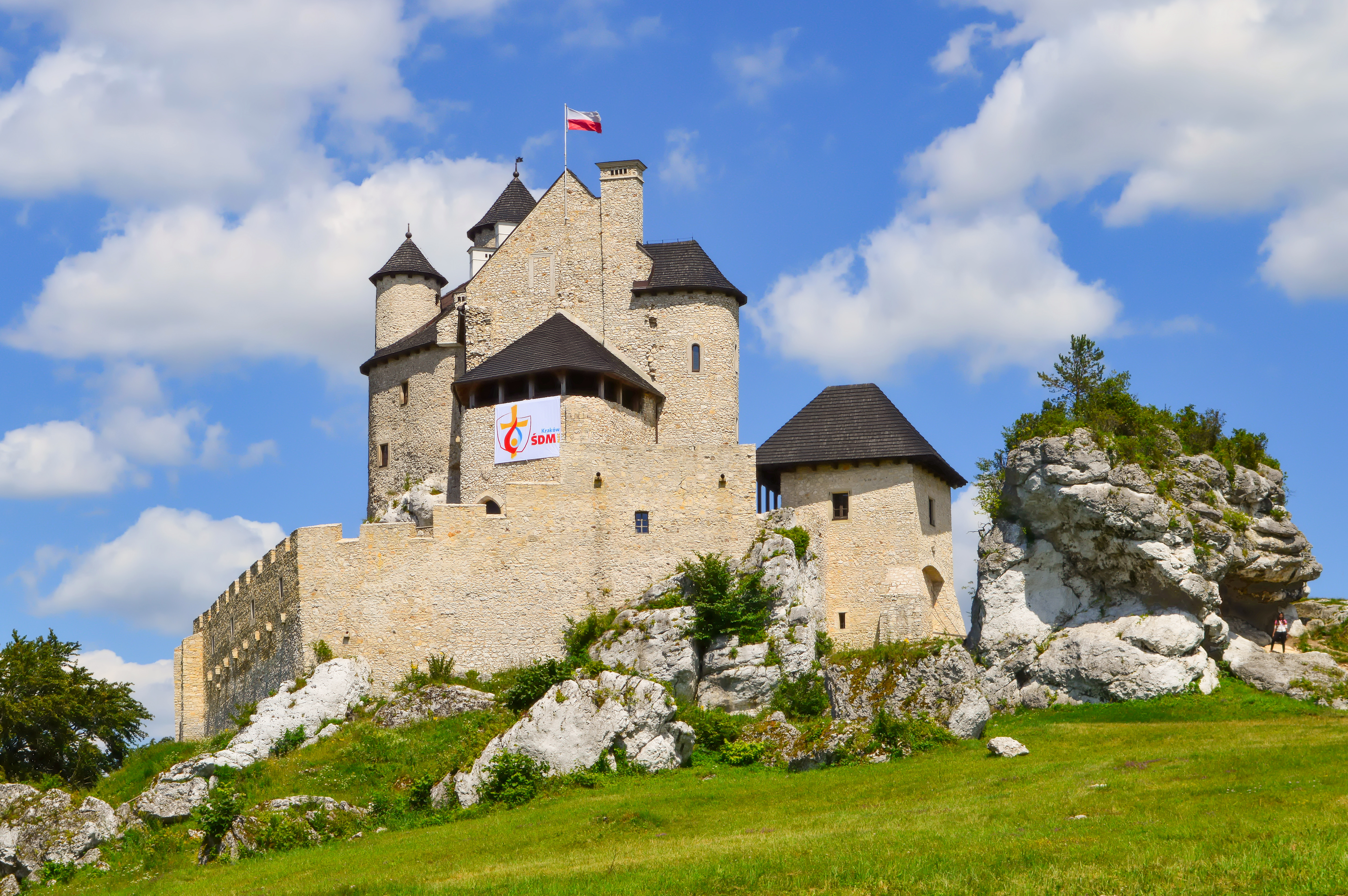
Le chateau de Bobolice. Il fait partie d'un circuit dénommé "Nids des aigles", comprenant 25 chateaux médiévaux, entre Częstochowa et Cracovie. La plupart de ces chateaux datent du XIVe et ont été construits par. Juillet 2016.

Bobolice (prononciation : [bɔbɔˈlit͡sɛ]) est une localité polonaise de la gmina de Niegowa, située dans le powiat de Myszków en voïvodie de Silésie.